# Soulja Boy
Soulja Boy, Soulja Boy Tell ’Em właśc. DeAndre Cortez Way (ur. 28 lipca 1990 w Chicago) – amerykański raper, założyciel grupy muzycznej Stacks On Deck Money Gang (SODMG).

## Życiorys

### Kariera
Zadebiutował we wrześniu 2007 singlem „Crank That (Soulja Boy)”, który znalazł się na jego debiutanckim albumie Souljaboytellem.com. Innymi singlami z albumu są „Soulja Girl”, „Yahhh!”, „Let Me Get 'Em”. Jego drugi album, iSouljaBoyTellEm, ukazał się 16 grudnia 2008.
Listopad 2010 roku przyniósł ze sobą nowy album artysty zatytułowany The DeAndre Way. Soulja Boy początkowo zaplanował premierę na dzień 28 lipca, czyli dzień jego urodzin. Data wydania albumu była zmieniana kilkakrotnie, tak samo jak jego nazwa, jednak oficjalna i końcowa data to 30 listopada. Singlami promującymi trzeci album są „Pretty Boy Swag”, „Speakers Going Hammer”, „Blowing Me Kisses”.
18 października 2011 roku, został opublikowany dokumentalny film o karierze artysty Soulja Boy: The Movie. DeAndre potwierdził na Twitter, że obecnie pracuje nad swoim czwartym albumem Promise, którego data wydania zaplanowana jest na 2013 rok.

### Życie prywatne
Miał przyrodniego brata, Deiona Jenkinsa. Zginął w wypadku samochodowym w miejscowości Charleston w stanie Mississippi, 20 marca 2011 roku.

## Dyskografia
- Unsigned & Still Major: Da Album Before da Album (2007)
- Souljaboytellem.com (2007)
- iSouljaBoyTellEm (2008)
- The DeAndre Way (2010)

## Trasy koncertowe
- Americas Most Wanted (2009)
- Who They Want (2011)
- The World Is Yours (2012)
- King Soulja (2013)
- Swag Tour (2014)
- We Made It Tour (2014)

## Nagrody
- BET Awards
  - 2008: Wybór widzów: Crank That[7] (Nominacja)
  - 2009: Wybór widzów: Kiss Me Thru the Phone[8] (Nominacja)
- BET Hip-Hop Awards
  - 2007: Najlepszy Hip Hopowy taniec[9] (Wygrana)